# جين سي. لودون
جين سي. لودون (بالإنجليزية: Jane C. Loudon)‏ (19 أغسطس 1807، برمنغهام في المملكة المتحدة - 13 يوليو 1858، لندن في المملكة المتحدة)؛ كاتِبة ومؤلِّفة، عالمة نبات وروائية بريطانية.